# جامعة كانازاوا
جامعة كانازاوا (باليابانية: 金沢大学، بالروماجي: Kanazawa Daigaku)، يختصر إلى (باليابانية: 金大، بالروماجي: Kindai) هي جامعة وطنية يابانية تقع في مدينة كانازاوا، عاصمة محافظة إيشيكاوا. تأسست عام 1862، واعترف بها كجامعة عام 1949.

## معرض الصور

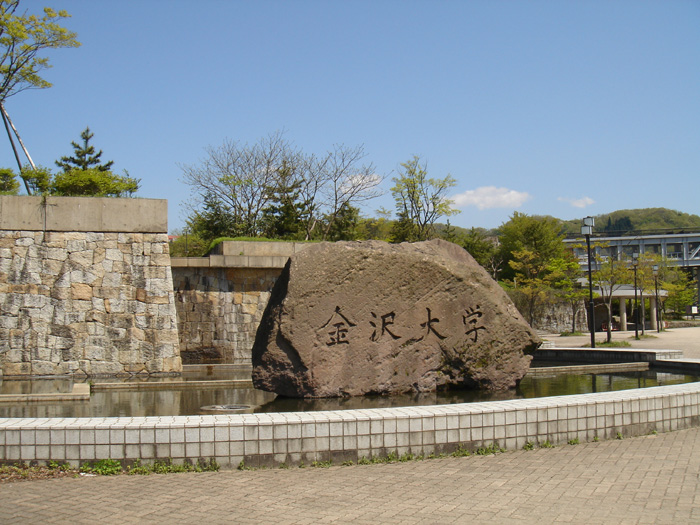
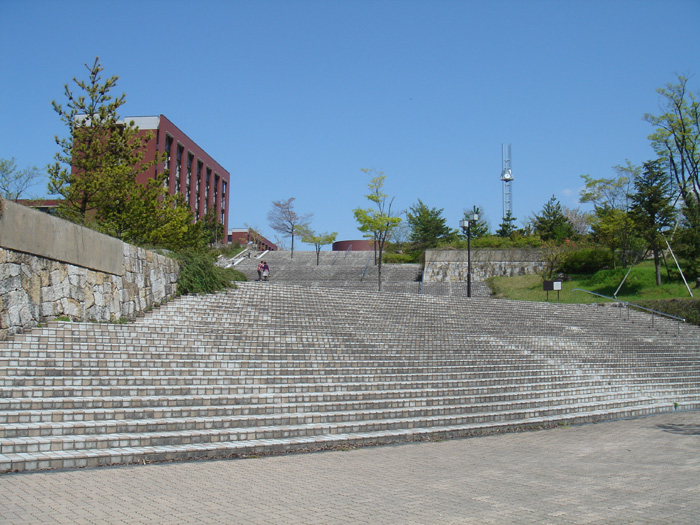
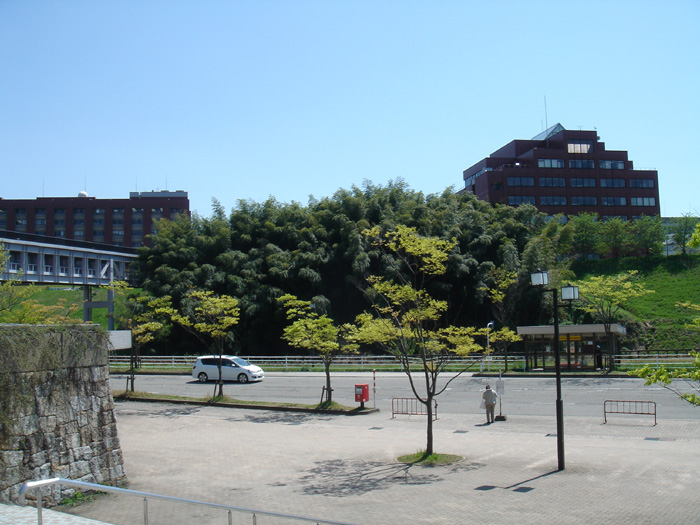
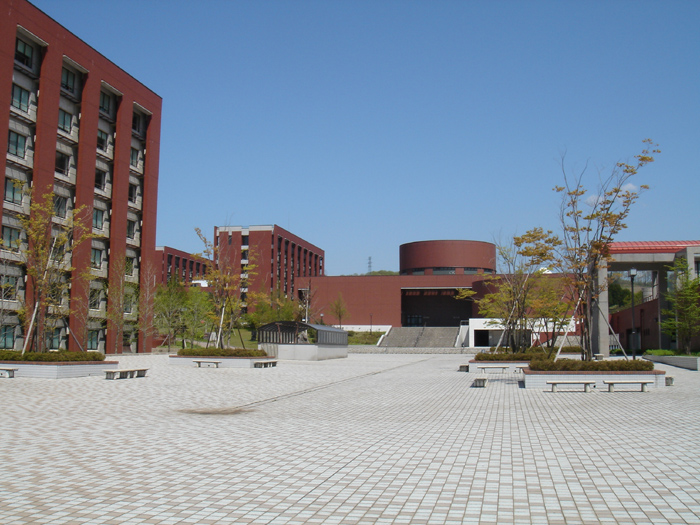
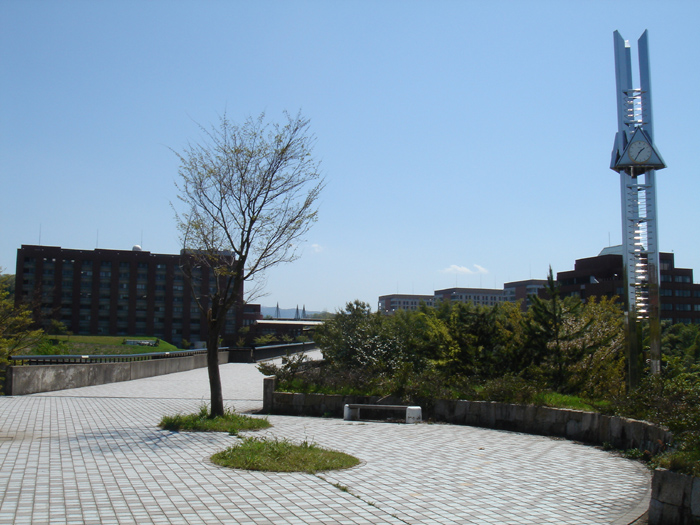
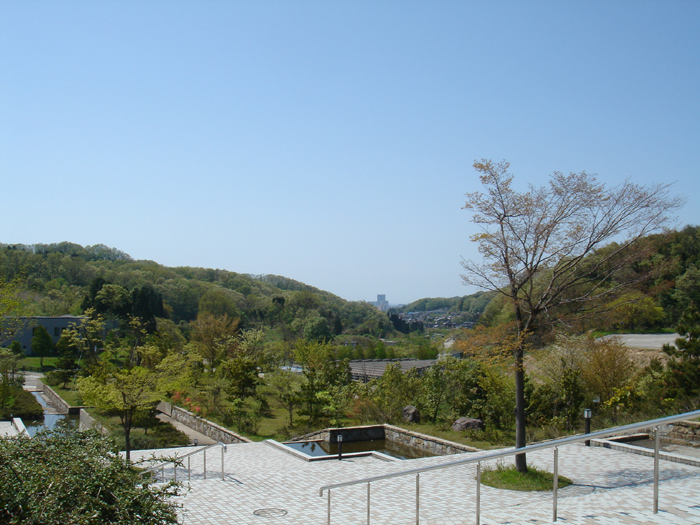
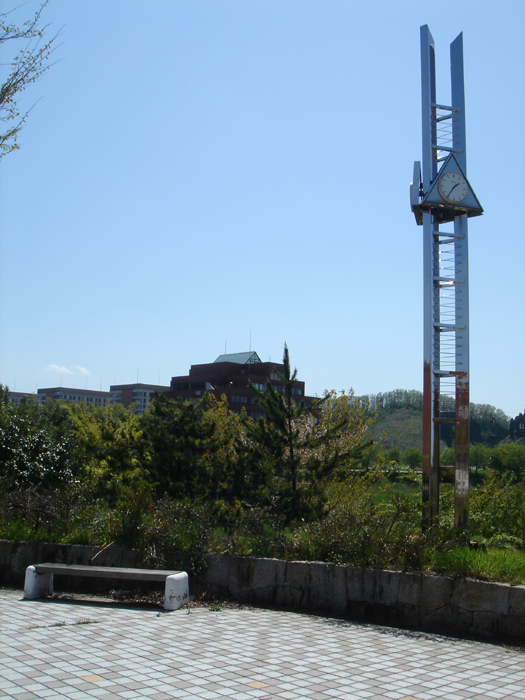
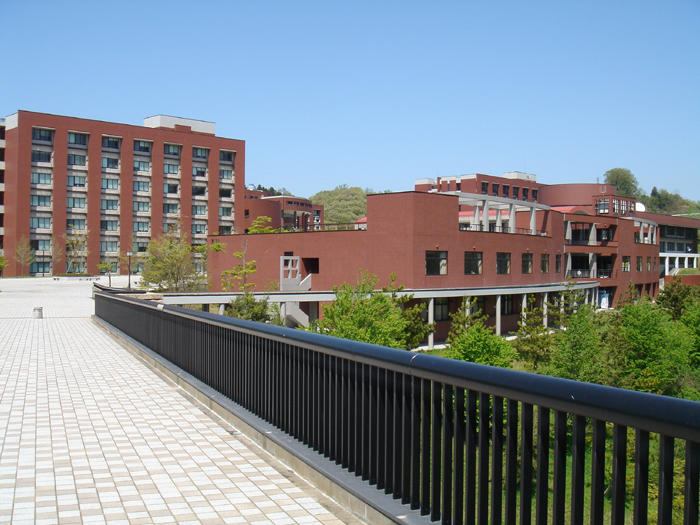
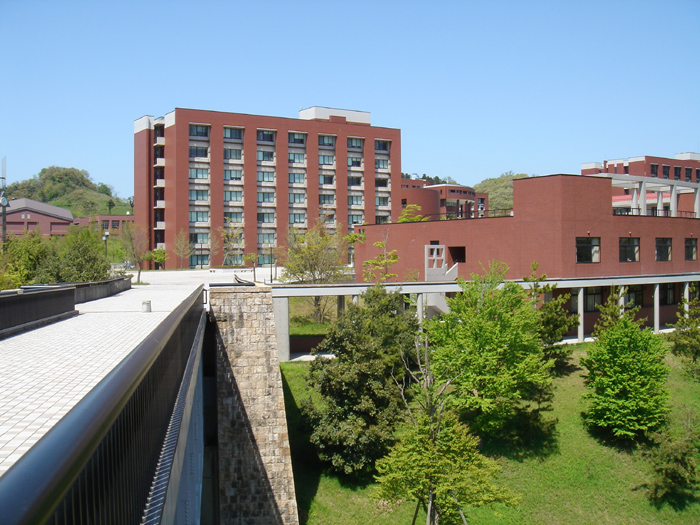
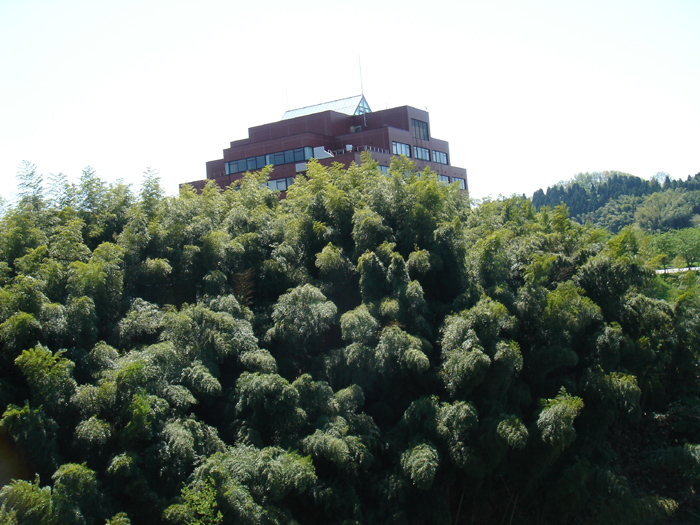
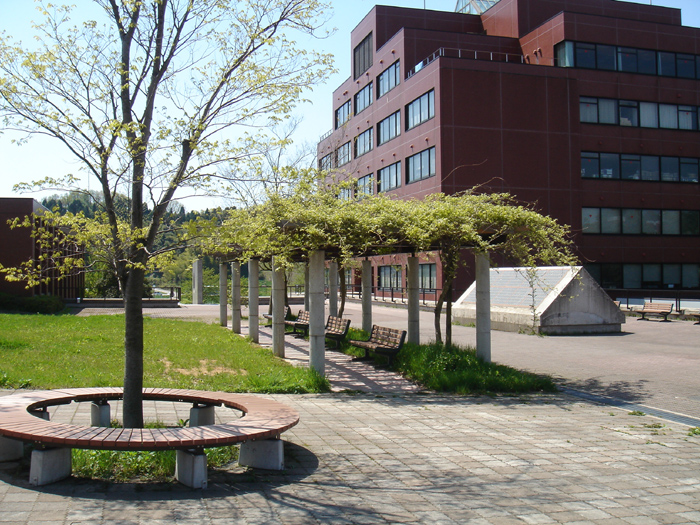
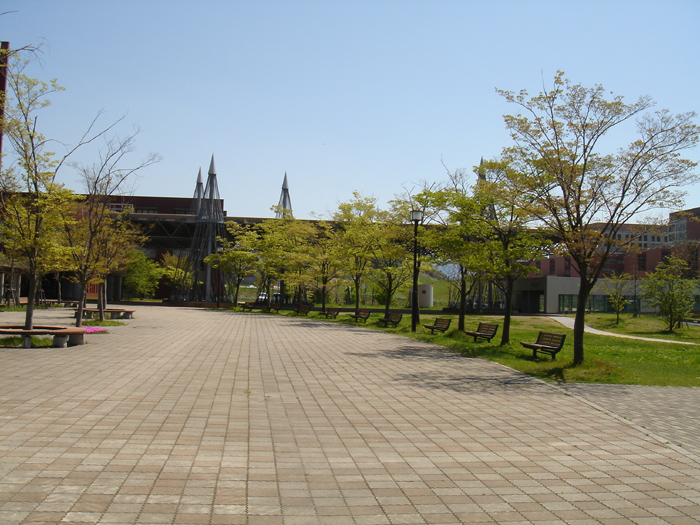
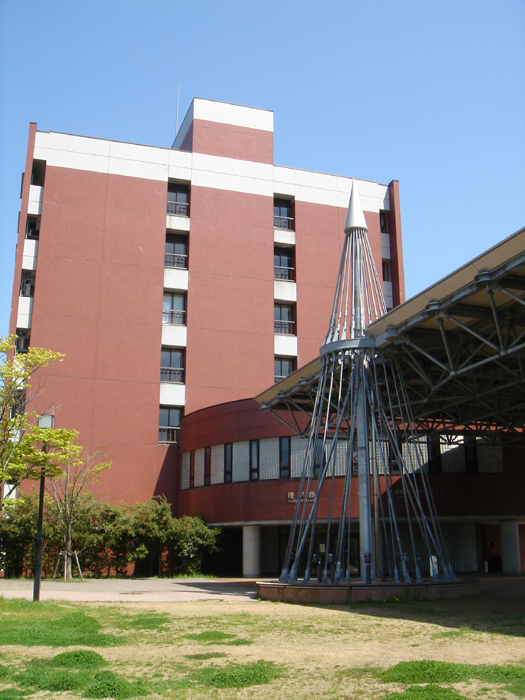
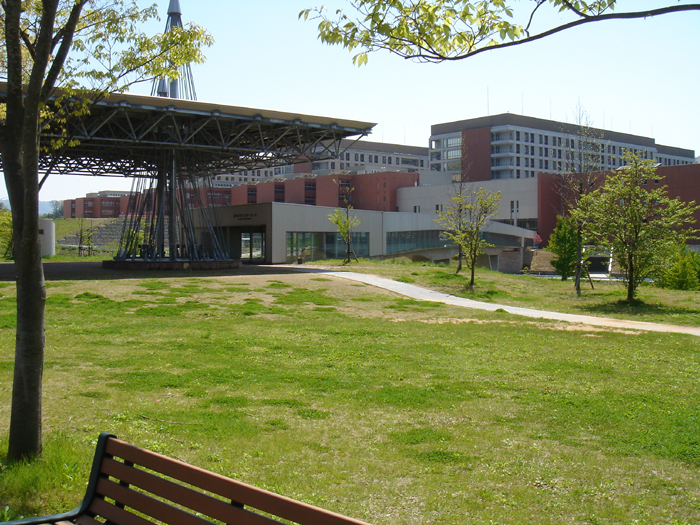
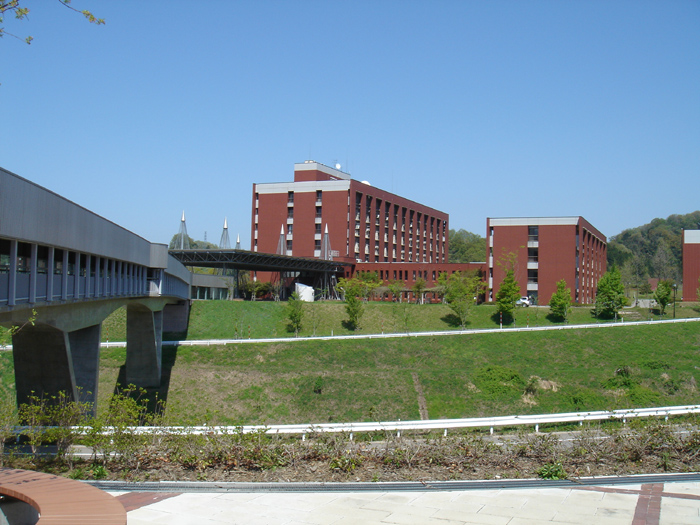
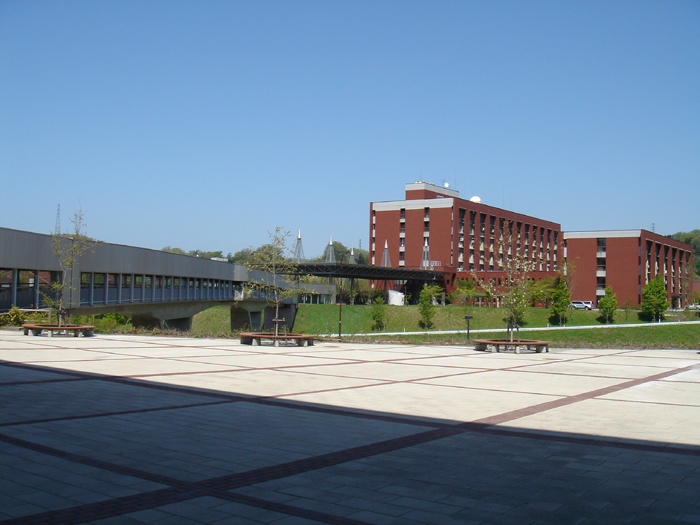